# Swartzia reticulata
Swartzia reticulata är en ärtväxtart som beskrevs av Adolpho Ducke. Swartzia reticulata ingår i släktet Swartzia och familjen ärtväxter. Inga underarter finns listade i Catalogue of Life.